# Chicago Film Critics Association Award/Vielversprechendste Darstellerin
Gewinner des Chicago Film Critics Association-Awards in der Kategorie  Vielversprechendste Darstellerin (Most Promising Actress). Die US-amerikanische Filmkritikervereinigung vergab zwischen 1988 und 2000 alljährlich Mitte Dezember ihre Auszeichnungen für die besten Filmproduktionen und Filmschaffenden des laufenden Kalenderjahres bekannt. Diese wurden wie bei der Oscar- oder Golden-Globe-Verleihung aus fünf Nominierten ausgewählt. Ebenfalls zwischen 1988 und 2000 existierte die Kategorie vielversprechendste Darstellerin. Seit 2000 wird geschlechtsneutral der vielversprechendste Performer (Most Promising Performer) geehrt.
| Jahr | Preisträgerin                | Filmtitel                                                         | Deutscher Titel                          |
| ---- | ---------------------------- | ----------------------------------------------------------------- | ---------------------------------------- |
| 1988 | Glenne Headly                | Dirty Rotten Scoundrels                                           | Zwei hinreißend verdorbene Schurken      |
| 1989 | Laura San Giacomo            | Sex, Lies and Videotapes                                          | Sex, Lügen und Video                     |
| 1990 | Penelope Ann Miller          | The Freshman                                                      | Freshman                                 |
| 1991 | Juliette Lewis               | Cape Fear                                                         | Kap der Angst                            |
| 1992 | Marisa Tomei                 | My Cousin Vinny / Chaplin                                         | Mein Vetter Winnie / Chaplin             |
| 1993 | Joan Allen                   | Searching for Bobby Fisher                                        | Searching for Bobby Fischer              |
| 1994 | Kirsten Dunst                | Interview with the Vampire                                        | Interview mit einem Vampir               |
| 1995 | Minnie Driver                | Circle of Friends                                                 | Circle of Friends – Im Kreis der Freunde |
| 1996 | Courtney Love                | The people vs Larry Flynt                                         | Larry Flynt – Die nackte Wahrheit        |
| 1997 | Joey Lauren Adams            | Chasing Amy                                                       | Chasing Amy                              |
| 1998 | Kimberly Elise               | Beloved                                                           | Menschenkind                             |
| 1999 | Émilie Dequenne/Julia Stiles | Rosetta / 10 Things I Hate About You                              | Rosetta / 10 Dinge, die ich an Dir hasse |
| 2000 | Zhang Ziyi                   | (chinesisch 我的父親母親 / 我的父亲母亲, Pinyin Wǒde fùqin mǔqin) | Heimweg – The Road Home                  |